# Atypical
Atypical (Atípico en español) es una serie televisiva del género novela de aprendizaje, creada y escrita por Robia Rashid para Netflix. Se centra en la vida del chico de 17 años Sam Gardner (Keir Gilchrist), quien tiene un trastorno del espectro autista. La primera temporada fue lanzada el 11 de agosto de 2017, constando de ocho episodios. La serie fue en su mayoría bien recibida por la crítica. El 13 de septiembre de 2017 fue renovada para una segunda temporada que consta de diez episodios y se estrenó el 7 de septiembre de 2018. Una tercera temporada fue confirmada el 24 de octubre de 2018 y lanzada el 1 de noviembre de 2019, la cual consta de diez episodios. En febrero de 2020 se anunció la 4.ª y última temporada de 10 episodios, que se estrenó el 9 de julio de 2021.

## Trasfondo
La serie, originalmente conocida como Antarctica (por su nombre en inglés), fue creada y escrita por Robia Rashid, quien anteriormente trabajó en Cómo conocí a vuestra madre y The Goldbergs como productora. Para una representación más cuidadosa, consultó con Michelle Dean, profesora de la Universidad Estatal de California, quien trabajó en el Centro para Búsqueda de Autismo y Tratamiento de la UCLA. Gilchrist dijo en una entrevista para New York: «Ella [Rashid] escribió el guion. Hablamos un montón y yo investigué y ví películas y leí libros».

## Argumento
Atypical es una serie de Netflix que gira alrededor de la vida de Sam, un chico no precisamente popular.
Para Sam, la vida es más complicada de lo que podamos imaginar. A pesar de tener un mejor amigo, el cual conoce del trabajo, en ocasiones se siente rechazado, sobre todo por las chicas. 
Decide buscar novia, pero le es difícil porque lo ven «raro», ya que tiene determinadas manías y costumbres. Sam es aficionado a los pingüinos y a la Antártida, por lo que a cada chica que conoce le habla acerca de este tema, y esto hace que se echen para atrás. Comienza enamorándose de su terapeuta, sin embargo no consigue nada porque esta ya tiene pareja, y lo único que consigue confesándole su amor por ella es un rechazo por parte de ella. Durante toda la serie, el protagonista sufre bastante, viéndose en situaciones como pasar una noche en comisaría, al faltar al respeto a un policía, el cual no conocía la situación de Sam, o sufrir un ataque en medio de un autobús por haber sido rechazado por su terapeuta. Sin embargo, va consiguiendo progresivamente controlar sus emociones y relacionarse con los demás. Consigue un trabajo, el cual mantiene durante la serie.
Por otro lado, la hermana de Sam conoce a un chico, Evan, del que se enamora y con el cual tiene una larga relación durante toda la serie. En el transcurso de la serie, la familia de Sam pasa por momentos difíciles, ya que la madre, Elsa, se va con un hombre al que conoce una noche en un bar. Esto hace que Doug, el marido, la eche de casa, por lo que la familia se distancia y la relación del matrimonio se rompe, y esto como consecuencia, afecta bastante a Sam.

## Elenco y personajes

### Protagonistas
- Jennifer Jason Leigh como Elsa Gardner, la madre de Sam y Casey.
- Keir Gilchrist Sam Gardner,[6][7] Gilchrist Dijo sobre el personaje, "Es una persona en el espectro autista. Es un personaje muy específico".
- Brigette Lundy-Paine como Casey Gardner, la hermana menor de Sam.
- Amy Okuda como Julia Sasaki, la terapeuta de Sam.
- Michael Rapaport como Doug Gardner, el padre de Sam y Casey y marido de Elsa.

### Recurrentes
- Graham Rogers como Evan Chapin, el exnovio de Casey.
- Nik Dodani como Zahid Raja, mejor amigo de Sam y compañero de trabajo.[8]
- Raúl Castillo como Nick, un camarero.[9]
- Rachel Redleaf como Beth Chapin la hermana de Evan.
- Jenna Boyd como Paige Hardaway, compañera de clase y novia de Sam.
- Fivel Stewart como Izzie Taylor, compañera de clase y novia de Casey.

## Episodios
| Temporada | Temporada | Episodios | Episodios | Lanzamiento original    | Lanzamiento original    |
| --------- | --------- | --------- | --------- | ----------------------- | ----------------------- |
|           | 1         | 8         | 8         | 11 de agosto de 2017    | 11 de agosto de 2017    |
|           | 2         | 10        | 10        | 7 de septiembre de 2018 | 7 de septiembre de 2018 |
|           | 3         | 10        | 10        | 1 de noviembre de 2019  | 1 de noviembre de 2019  |
|           | 4         | 10        | 10        | 9 de julio de 2021      | 9 de julio de 2021      |

### Primera temporada (2017)
La primera temporada se lanzó el 11 de agosto de 2017. Consta de ocho episodios.
| N.º en serie | N.º en temp. | Título                             | Dirigido por         | Escrito por                  | Fecha de lanzamiento original |
| ------------ | ------------ | ---------------------------------- | -------------------- | ---------------------------- | ----------------------------- |
| 1            | 1            | «Antarctica»                       | Seth Gordon          | Robia Rashid                 | 11 de agosto de 2017          |
| 2            | 2            | «A Human Female»                   | Michael Patrick Jann | Mike Oppenhuizen             | 11 de agosto de 2017          |
| 3            | 3            | «Julia Says»                       | Michael Patrick Jann | Brian Tanen                  | 11 de agosto de 2017          |
| 4            | 4            | «A Nice Neutral Smell»             | Seth Gordon          | Annabel Oakes                | 11 de agosto de 2017          |
| 5            | 5            | «That's My Sweatshirt!»            | Michael Patrick Jann | Dennis Saldua                | 11 de agosto de 2017          |
| 6            | 6            | «The D-Train to Bone Town»         | Michael Patrick Jann | Mike Oppenhuizen y Jen Regan | 11 de agosto de 2017          |
| 7            | 7            | «I Lost My Poor Meatball»          | Joe Kessler          | Robia Rashid                 | 11 de agosto de 2017          |
| 8            | 8            | «The Silencing Properties of Snow» | Michael Patrick Jann | Robia Rashid                 | 11 de agosto de 2017          |

### Segunda temporada (2018)
| N.º en serie | N.º en temp. | Título                                   | Dirigido por    | Escrito por                            | Fecha de lanzamiento original |
| ------------ | ------------ | ---------------------------------------- | --------------- | -------------------------------------- | ----------------------------- |
| 9            | 1            | «Juiced!»                                | Joe Kessler     | Robia Rashid                           | 7 de septiembre de 2018       |
| 10           | 2            | «Penguin Cam and Chill»                  | Ryan Case       | Robia Rashid                           | 7 de septiembre de 2018       |
| 11           | 3            | «Little Dude and the Lion»               | Silver Tree     | Theresa Mulligan Rosenthal             | 7 de septiembre de 2018       |
| 12           | 4            | «Pants on Fire»                          | Geeta Patel     | Mike Oppenhuizen                       | 7 de septiembre de 2018       |
| 13           | 5            | «The Egg Is Pipping»                     | Wendey Stanzler | Bob Smiley                             | 7 de septiembre de 2018       |
| 14           | 6            | «In the Dragon's Lair»                   | Silver Tree     | Robia Rashid                           | 7 de septiembre de 2018       |
| 15           | 7            | «The Smudging»                           | Pam Thomas      | Robia Rashid y Dennis Saldua           | 7 de septiembre de 2018       |
| 16           | 8            | «Living at an Angle»                     | Pete Chatmon    | Jen Regan y Theresa Mulligan Rosenthal | 7 de septiembre de 2018       |
| 17           | 9            | «Ritual-licious»                         | Ryan Case       | Mike Oppenhuizen y D.J. Ryan           | 7 de septiembre de 2018       |
| 18           | 10           | «Ernest Shackleton's Rules for Survival» | Ken Whittingham | Robia Rashid                           | 7 de septiembre de 2018       |

### Tercera temporada (2019)
| N.º en serie | N.º en temp. | Título                          | Dirigido por     | Escrito por                    | Fecha de lanzamiento original |
| ------------ | ------------ | ------------------------------- | ---------------- | ------------------------------ | ----------------------------- |
| 19           | 1            | «Best Laid Plans»               | Ryan Case        | Robia Rashid                   | 1 de noviembre de 2019        |
| 20           | 2            | «Standing Sam»                  | Rebecca Asher    | Theresa Mulligan Rosenthal     | 1 de noviembre de 2019        |
| 21           | 3            | «Cocaine Pills and Pony Meat»   | Victor Nelli Jr. | Bob Smiley                     | 1 de noviembre de 2019        |
| 22           | 4            | «Y.G.A.G.G.»                    | Wendey Stanzler  | Mike Oppenhuizen               | 1 de noviembre de 2019        |
| 23           | 5            | «Only Tweed»                    | Victor Nelli Jr. | D.J. Ryan                      | 1 de noviembre de 2019        |
| 24           | 6            | «The Essence of a Penguin»      | Michael Medico   | Mike Oppenhuizen y Lauren Moon | 1 de noviembre de 2019        |
| 25           | 7            | «Shrinkage»                     | Annabel Oakes    | Bob Smiley y Nicole Betz       | 1 de noviembre de 2019        |
| 26           | 8            | «Road Rage Paige»               | Ken Whittingham  | Robia Rashid                   | 1 de noviembre de 2019        |
| 27           | 9            | «Sam Takes a Walk»              | Robia Rashid     | Robia Rashid y Annie Mebane    | 1 de noviembre de 2019        |
| 28           | 10           | «Searching for Brown Sugar Man» | Ken Whittingham  | Robia Rashid                   | 1 de noviembre de 2019        |

### Cuarta temporada (2021)
| N.º en serie | N.º en temp. | Título                          | Dirigido por          | Escrito por      | Fecha de lanzamiento original |
| ------------ | ------------ | ------------------------------- | --------------------- | ---------------- | ----------------------------- |
| 29           | 1            | «Magical Bird #1»               | Tom Magill            | D.J. Ryan        | 9 de julio de 2021            |
| 30           | 2            | «Master of Penguins»            | Michael Medico        | Bob Smiley       | 9 de julio de 2021            |
| 31           | 3            | «You Say You Want a Revolution» | Rebecca Asher         | Mike Oppenhuizen | 9 de julio de 2021            |
| 32           | 4            | «Starters and Endings»          | Angela Tortu          | Robia Rashid     | 9 de julio de 2021            |
| 33           | 5            | «Dead Dreams»                   | Heather Jack          | Nicole Betz      | 9 de julio de 2021            |
| 34           | 6            | «Are You in Fair Health?»       | Jennifer Arnold       | Bob Smiley       | 9 de julio de 2021            |
| 35           | 7            | «Channel the Cat»               | Fernando Sariñana     | Mike Oppenhuizen | 9 de julio de 2021            |
| 36           | 8            | «Magical Bird #2»               | Robia Rashid          | Robia Rashid     | 9 de julio de 2021            |
| 37           | 9            | «Player's Ball»                 | Kevin Rodney Sullivan | Mike Oppenhuizen | 9 de julio de 2021            |
| 38           | 10           | «Dessert at Olive Garden»       | Michael Medico        | Robia Rashid     | 9 de julio de 2021            |

## Recepción
Tras su lanzamiento, Atypical recibió mayormente revisiones positivas por críticos. En Metacritic, el cual asigna un ranking normalizado de reseñas de críticos de tendencias de 1 a 100, la primera temporada recibió una puntuación de 66 basada en 19 reseñas  "mayormente favorables", y una puntuación de 81% en Rotten Tomatoes, con un índice mediano de 5.7 de 10. La actuación, especialmente de Gilchrist, fue mayormente bien recibida, pero algunos críticos encontraron la serie pobremente escrita.
Aun así, la caracterización de Gilchrist recibió algunas críticas por ser inexacta y estereotipada. La carencia de las personas autistas en la serie fue también cuestionada.
Asociaciones que llevan una orientación con personas dentro del trastorno del espectro autista recomiendan ver esta serie debido a que mejora el entendimiento acerca de patrones de comportamiento y el modo de vida de ellos. El trasfondo de la serie ayuda incluso a ampliar el autismo en su campo de estudio.

## Publicaciones relacionadas con la serie
- Representación del trastorno del espectro autista (TEA) en las series de ficción como una herramienta de educación y visibilización[26]